# Carpodiptera cubensis
Carpodiptera cubensis là một loài thực vật có hoa trong họ Cẩm quỳ. Loài này được Griseb. mô tả khoa học đầu tiên năm 1861.